# Julio Zamora
Julio Alberto Zamora (Rosario, 11 marzo 1966) è un ex calciatore argentino, di ruolo attaccante.

## Caratteristiche tecniche
Giocava come attaccante, ricoprendo il ruolo di centravanti, ma fu impiegato anche come centrocampista di fascia sinistra.

## Carriera

### Club
Nel 1985 debuttò con la prima squadra del Newell's Old Boys, società della sua città natale, Rosario. Rimase con il club rossonero fino al 1987, anno in cui fu acquistato dall'Atlético Madrid, che, dopo averlo incluso nella rosa della squadra B, lo mandò in prestito al Sabadell, con cui giocò 16 partite in Primera División 1987-1988, segnando anche due gol. Tornò poi in patria, accasandosi al River Plate di Buenos Aires, con cui prese parte a due stagioni, vincendo la Primera División 1989-1990. Nel 1990 tornò a vestire la casacca del Newell's, con cui giocò per tre annate, vincendo altri due campionati. Nel 1993 fu acquistato dal Cruz Azul, squadra della Primera División de México. In Centroamerica, Zamora rimase per quattro stagioni, partecipando anche alla CONCACAF Champions' Cup (vinta nel 1996). Tornò per la terza volta al Newell's tra il 1996 e il 1998, prima di passare al Jorge Wilstermann, in Bolivia, con cui disputò la Liga de Fútbol Profesional Boliviano 1999. Chiuse poi la carriera nel Platense.

### Nazionale
Zamora venne chiamato in Nazionale per la prima volta nel 1992, e vi debuttò nello stesso anno, in una partita amichevole. Nel 1993 fu convocato dal commissario tecnico Alfio Basile per la Copa América 1993, competizione in cui però non scese mai in campo. Raccolse le ultime due presenze nelle qualificazioni al campionato mondiale di calcio 1994.

## Palmarès

### Club

#### Competizioni nazionali
- Campionato argentino: 3

Newell's: 1990-1991, Clausura 1992
River Plate: 1989-1990

#### Competizioni internazionali
- CONCACAF Champions' Cup: 1

Cruz Azul: CONCACAF Champions' Cup 1996

### Nazionale
- Coppa America: 1

Ecuador 1993